# کوشک‌آباد (مشهد)
کوشک‌آباد (مشهد)، روستایی از توابع بخش مرکزی شهرستان مشهد در استان خراسان رضوی ایران است.

## جمعیت
این روستا در دهستان کارده قرار دارد و براساس سرشماری مرکز آمار ایران در سال ۱۳۸۵، جمعیت آن ۳۳۱ نفر (۹۰خانوار) بوده‌است.
وجود غار دیدنی بیمارآب از جاذبه های بسیار جذاب این روستا می باشد 